# 코토자쿠라 마사카츠 (1997년)
코토노와카 마사히로(일본어: 琴ノ若 傑太 ことのわか まさひろ[*], 1997년 11월 19일~)는 지바현 마츠도시 출신으로, 사도가타케 도장 소속의 현역 스모 리키시이다. 아버지는 전 세키와케 초대 코토노와카 테루마사(제13대 사도가타케 오야카타), 외할아버지는 제53대 요코즈나 코토자쿠라 마사카츠(琴櫻 傑將, 제12대 사도가타케 오야카타)이다.
데뷔할 때는 코토카마타니 마사카츠(琴鎌谷 将且)를 쓰다가 2019년 7월 세키토리가 되면서 지금의 시코나로 개명했다. 시코나의 마사(傑)는 외할아버지에게서 가져온 것이다. 외할아버지가 썼던 시코나 '코토자쿠라(琴櫻)'의 확정 상속인으로, 오제키(大関) 승급과 동시에 계승한다는 조건이 걸려있다. 2024년 1월 31일 오제키로 승급하였고, 5월 대회부터 '코토자쿠라'를 계승할 예정이다.